# Loi de Carreau-Yasuda
Pour les articles homonymes, voir Carreau et Yasuda.
La loi de Carreau-Yasuda permet de décrire la viscosité apparente d'un fluide non-newtonien. Ce modèle permet l'ajustement d'un rhéogramme sur toute la gamme de cisaillement.

## Loi de Carreau-Yasuda
La viscosité apparente {\displaystyle \eta } est donnée par :
{\displaystyle \eta =\eta _{\infty }+(\eta _{0}-\eta _{\infty }){\left(1+(\tau {\dot {\gamma }})^{a}\right)^{\frac {n-1}{a}}}}
où apparaissent cinq paramètres :
- {\displaystyle \eta _{0}} : viscosité à cisaillement nul
- {\displaystyle \eta _{\infty }} : viscosité à cisaillement infini (ou viscosité du solvant)
- {\displaystyle \tau } : temps caractéristique
- {\displaystyle n} : exposant sans dimension (identique à celui de la loi d'Ostwald)
- {\displaystyle a} : paramètre sans dimension décrivant la transition entre le premier plateau newtonien et la zone en loi de puissance.

## Loi de Carreau
La loi de Carreau est un cas particulier de la loi de Carreau-Yasuda où {\displaystyle a=2}.